# Liderança online
Liderança online ou e-liderança é um processo de influência social, mediada pela tecnologia, para produzir mudanças de atitudes, sentimentos, pensamentos, comportamentos e desempenho com indivíduos, grupos ou organizações para alcançar seus objetivos específicos. Estimula as relações entre os membros da organização em um contexto em que o trabalho é mediado pela tecnologia. Neste caso, a comunicação e a divulgação de informações ocorre através de tecnologia da informação.
Tradicionalmente, a liderança nas empresas envolvem interações face-a-face, agora os líderes podem conduzir projetos inteiros a distância e inter-relacionar-se com suas equipes unicamente através da tecnologia da informação. Esta interação envolve formas de tecnologia, tais como videoconferência, software de colaboração online, telefones celulares e e-mail, por exemplo.
Os atuais líderes organizacionais têm de saber lidar com as duas forças inter-relacionadas:
- A dispersão global das divisões e unidades, clientes, fornecedores e stakeholders no geral; e
- A explosão exponencial das tecnologias da comunicação, o que conduz à necessidade premente do líder saber lidar com os grupos e as equipes virtuais dispersas geograficamente.
Os líderes de negócios atuais tipicamente estão à frente de  equipes cujos membros não estão no mesmo escritório, edifício, mas espalhados pelo país ou mesmo por diferentes regiões do globo e que face ao crescimento da tecnologia e ao seu alcance global, em futuro próximo a e-Liderança passará a ser rotina, e não exceção, no nosso contexto de liderança organizacional.
Assim, o líder vai ser capaz de transmitir uma mensagem e certifica-se que todos estão alinhados com o caminho e objetivo proposto a seguir.

## Desafios da Liderança Online
A e-Liderança também tem implícitos novos desafios para o e-Líder como:
- Comunicação eficaz através de meios eletrônicos transmitindo entusiasmo digital;
- A criação de alternativas viáveis de comunicação via meios eletrônicos (escolha dos meios e ferramentas);[4]
- A construção de confiança com alguém que eventualmente nunca conheceu fisicamente;
- Conseguir inspirar e promover motivação à distância aos membros da equipe;
- Acompanhar e monitorizar o grupo, proporcionando que sintam a sua presença no ambiente virtual;

Os líderes devem se manter atualizados, ler bastante, reunir tempo para administrar a relação com sua equipe de trabalho, reler suas correspondências antes de enviá-las (assim evitar que erros de português ou mensagens com prováveis erros gerem interpretação incorreta) e buscar novas ferramentas para facilitar o relacionamento, superando as longitude físicas entre os colaboradores das equipes.

## Tipos de Competências na Liderança Online
Segue definições das competências identificadas segundo os autores:
|                                      | Tipos de Competências na Liderança Online |
| ------------------------------------ | --- |
| Comunicação                          | Comunicação na gestão virtual é entendida que as reuniões em videoconferência liberam a discussão imediata e sincrônica dos membros da equipe, enquanto a maioria das outras ferramentas tecnológicas permite somente a comunicação assincrônica, quando uma pessoa faz um documento, tem o feedback no dia seguinte, reenvia depois o documento com alterações e assim por diante.                                                                                  |
| Gestão de processos                  | Na liderança online, a gestão de processos necessita ser mais firme e bem direcionada, visto que a distância não pode ser frequentemente inspecionada. |
| Gestão de mudanças                   | Mudanças são frequente em equipes, virtuais ou não, pois ocorrem por diferentes razões como orçamento, agenda, prioridades, etc. O líder online deve utilizar diferentes recursos em diferentes equipes, isto é, necessita ter habilidade de adaptação e ter um olhar estratégico para administrar sua equipe. |
| Conhecimento técnico                 | Ainda conseguimos destacar que a competência técnica profissional, ou compreensão da atividade, é condição primordial para a efetividade da liderança. Na liderança online/virtual, diferente da liderança presencial, constantemente o gestor se depara com a necessidade de aprendizado do manuseio de ferramentas e cria perspectiva de que a tecnologia disponibilizada pela empresa deve atender às suas expectativas de melhorias de produtividade e eficácia. |
| Relacionamento interpessoal          | Relacionamento interpessoal está ligado com o autoconhecimento uma vez que, identificar os próprios sentimentos, ao captar a realidade externa nos conectamos com os outros, estabelecendo as relações interpessoais. Sendo assim, ser capaz de trabalhar em equipe origina-se na formação intrapessoal. |
| Gestão do desenvolvimento individual | Para o líder ajudar a ampliação das competências primeiramente ele deve apontar os pontos fracos das pessoas e dar orientação para que elas possam superá-los. Deve reconhecer os pontos fortes das pessoas e enaltecê-los com comentários através de feedback positivo e orientar para uma evolução através do feedback negativo, porém propondo tarefas que estimulem o desenvolvimento das aptidões das pessoas.                                                  |

Na visão de DasGupta (2011), os e-lideres devem adquirir novas competências como:
- Habilidades de comunicação escrita;
- Habilidades de relacionamento social;
- Mentabilidade global e multicultural;
- Maior sensibilidade em relação à motivação da equipe;
- Habilidades de orientação do modelo baseado em 24x7.[4]

## E-Liderança Abordagens/Estilos
E-liderança pode envolver o mesmo estilo e conteúdo tradicional face-a-face de liderança, especialmente como o avanço da tecnologia permite mais visual interações virtuais. A liderança participativa envolve a criação de oportunidades para que os indivíduos se envolvam mais na tomada de decisões. Considerando a importância de ter membros envolvidos no processo de tomada de decisão, os líderes online/ eletrônicos participativos podem usar tecnologia como salas de bate-papo com entrada anônima e pesquisas eletrônicas, como ferramentas para informar seus seguidores. Como a liderança transformacional mais tradicional, a e-liderança também pode ser inspiradora. Para esse fim, os líderes eletrônicos podem usar ferramentas como o e-mail para comunicar visões convincentes, orgulho nas conquistas dos seguidores ou entusiasmo com novos empreendimentos.